# 韩德彩
韩德彩（1933年—2024年4月1日），安徽凤阳人，中国人民解放军将领、中国人民解放军空军中将。

## 生平
1991年，授予中国人民解放军空军中将，曾任南京军区空军副司令员。
1953年4月7日，朝鲜战争期间，韩德彩在鸭绿江北侧中国领空击落了美军著名王牌飞行员哈罗德·爱德华·费席尔，当时韩才19岁；费席尔跳伞被中国方面俘虏后，曾不相信是被韩击落，认为是被苏联人击落的，后来承认是被韩德彩击落；44年后1997年10月，费席尔随团访华在上海见到了韩德彩，两人回忆交流了当时空战韩德彩击落费席尔的具体过程，并互赠了礼物。1959年，韩德彩首次参加国庆阅兵。2019年国庆70周年阅兵上，韩德彩坐在致敬方阵的礼宾车内向160余架战机组成的12个空中梯队敬军礼。
2024年4月1日逝世，享年91岁。